# Абди-Аширта
Абди-Аширта или Абдаширта (Абд-аширта) — аморито-сирийский князь хабиру, основатель и первый правитель (без царского титула) древнего левантийского государства Амурру в первой половине XIV века до н. э., отец первого царя Амурру Азиру. Формально признавая над собой верховную власть египетских фараонов Аменхотепа III и Эхнатона, Абди-Аширта объединил под своей властью практически всю территорию Финикии (кроме Библа) и был остановлен лишь в результате прямого военного вмешательства Египта.

## Происхождение и возвышение

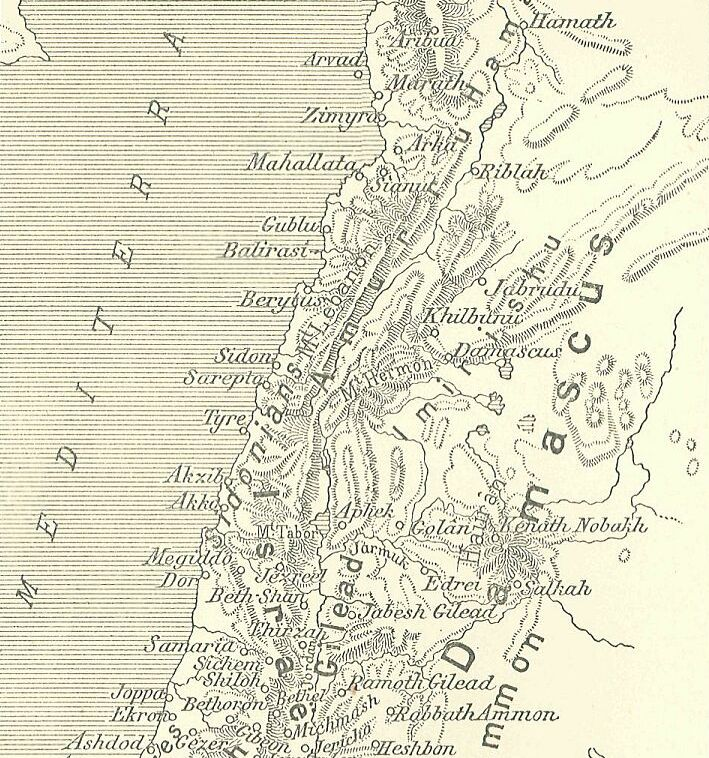
Карта Амории

Абди-Аширта происходил из воинственного полиэтнического племенного объединения хабиру, он был потомком вождя какого-то небольшого племенного союза, сложившегося в северных предгорьях Ливанского хребта. В период правления египетского фараона Аменхотепа III Абди-Аширта утвердился в северной части Ливана, которая, как и всё финикийское побережье, в тот период входила в состав египетской «провинции Амурру» с центром в Цумуре, и распространил свою власть на большую часть племён хабиру. Абди-Аширте удалось убедить Аменхотепа III в своей верности и в том, что он будет управлять страной Амурру как египетский наместник (в своём письме Аменхотепу (табличка № ЕА 60) Абди-Аширта писал: «Смотри, я — раб царя и пёс дома его, и всё Амурру для царя, моего господина, я оберегаю»), в результате чего примерно в 1-й половине XIV века до н. э. он был утверждён фараоном в качестве правителя Амурру (табличка ЕА 101) (при этом в Цумуре продолжал находиться египетский наместник по имени Паханате).

## Объединение Амурру
Несмотря на свои обещания фараону, Абди-Аширта вскоре начал проводить самостоятельную политику, направленную на захват городов финикийского побережья, формально подчинённых египетской власти. Ему удалось привлечь на свою сторону горожан Арвада и, очевидно, инспирировать восстания в городах Ирката и Ардата, в результате которых правители этих городов были убиты, а горожане признали над собой власть Абди-Аширты. Следующей целью предводителя хабиру стал город Цумур — ставка египетского наместника Паханате. Воспользовавшись набегом воинов княжества Шехлал на Цумур во время отсутствия в нём Паханате, Абди-Аширта выдвинул войска из Иркаты и Ардаты и занял город. Вслед за этим Абди-Аширта направил наместнику Паханате письмо (табличка ЕА 62), в котором утверждал, что своими действиями спас Цумур от захватчиков. После этого Абди-Аширта захватил и близлежащие к Цумуру города, в результате чего территория его владений вышла к Средиземному морю и включила в себя плодородную долину. Под контроль Абди-Аширты перешёл один из наиболее удобных проходов от финикийского побережья во Внутреннюю Сирию. Серьёзно встревоженный этими событиями царь Библа Риб-Адди направил в Египет несколько писем, в которых описывал действия Абди-Аширты как насильственный захват царского имущества и узурпацию власти в египетской «провинции». При этом Риб-Адди настоятельно просил фараона прислать ему военную помощь (табличка ЕА 84).
Предостережения Риб-Адди и его мольбы о помощи длительное время не находили отклика при дворе Аменхотепа III, в то время как Абди-Аширта постепенно подчинил своей власти все города к северу от Библа. В большинстве из них жители добровольно открывали городские ворота перед войсками предводителя хабиру, после того как по его призыву поднимали бунты и убивали своих правителей. После этого Абди-Аширта и его союзники организовали блокаду морских торговых путей, по которым в прибрежную зону поступал хлеб. Главным зернохранилищем в египетской «провинции Амурру» была Йаримута, очевидно, хорошо охраняемая сильным египетским гарнизоном. При этом войска хабиру вплотную подошли к северным границам царства Библ, и вскоре города Риб-Адди начали сдаваться на милость Абди-Аширты — первыми сдались Шигата и Амби, затем открыла ворота Бит-Арха. Горожане Аммии по призыву Абди-Аширты подняли восстание и расправились со своим правителем, после чего Аммия стала союзником предводителя хабиру. Согласно докладу царя Библа Риб-Адди в Египет (табличка ЕА 74), Абди-Аширта написал горожанам Аммии: «Убейте своего правителя, и тогда будете, как мы, и будете иметь покой!». Теперь главной целью Абди-Аширты стал город Библ — основной пункт коммуникации между Египтом и Передней Азией.
Заняв город Батруну, Абди-Аширта замкнул блокаду Библа с моря и суши и подступил к воротам города. Царь Риб-Адди запросил военной помощи у своего зятя (мужа сестры) царя Тира, но как только тирский царь собрался выступить на помощь Риб-Адди, его подданные подняли восстание и убили самого царя, его жену и детей. Таким образом, практически вся Финикия, кроме собственно Библа, оказалась или под властью Абди-Аширты, или в союзе с ним. Царь Библа отчаянно забрасывал фараона и его наместника письмами с криком о помощи, но Египет медлил, предпочитая действовать чужими руками. Фараон уже давно направил правителям Беруты, Сидона и Тира приказ оказать помощь царю Риб-Адди, однако старая вражда (как в случае с царём Беруты Йаппа-Хадди) и интриги Абди-Аширты привели к тому, что правители этих городов-государств фактически проигнорировали приказ из Египта (в связи с чем Риб-Адди в своём письме в Египет прямо обвинял Йаппа-Хадди в сговоре с Абди-Аширтой). Более того, в симпатиях к Абди-Аширте подозревался и официальный египетский наместник Амурру Паханате, в своё время содействовавший признанию власти предводителя хабиру Аменхотепом III.
Положение Библа ухудшалось с каждым днём. Постоянные грабительские набеги воинов Абди-Аширты на поля и сады в окрестностях города вызывали сильное недовольство хапишу (людей, в том числе, воинов, нёсших службу в обмен на владение земельным наделом) царя Риб-Адди, которые не могли обрабатывать свои участки. Вскоре блокада Библа привела к продовольственному кризису, и Риб-Адди вынужден был открыть городские кладовые, чтобы кормить горожан за государственный счёт. Более того, неожиданно пришли вести, что из северных районов на Библ надвигается эпидемия чумы (или какого-то иного смертельного инфекционного заболевания). Риб-Адди ввёл в Библе карантин, что ещё больше обострило продовольственную проблему. Тяжёлым положением жителей Библа, очевидно, пытался воспользоваться Абди-Аширта, через своих лазутчиков подбивавший их к заговору и бунту против своего царя и даже подославший к Риб-Адди наёмного убийцу. Царю Библа удалось избежать покушения, о чём он незамедлительно сообщил в Египет (как писал Риб-Адди (табличка ЕА 81), «появился человек с кинжалом из бронзы... против меня, но я его убил, и человек шардана не [...] перед Абди-Аширтой. По его наущению было совершено преступление против меня»). Кроме того, Абди-Аширта старался перехватывать переписку Риб-Адди с Египтом.
Чаша терпения египетского двора переполнилась, вероятно, лишь когда поступило сообщение о том, что Абди-Аширта пошёл на союз с царями Митанни, Кардуниаша и Хатти. Риб-Адди в своём очередном письме в Египет (табличка ЕА 76) обвинял Абди-Аширту в том, что эти цари при содействии правителя Амурру начали захватывать египетские владения. Судя по всему, по приказу уже нового фараона Эхнатона египетские войска высадились на побережье Финикии, освободив от войск Абди-Аширты Цумур и другие города вблизи него. Вслед за этим многие союзные Абди-Аширте финикийские города вновь подчинились Египту. 
В результате военной операции Египта и последующих действий египетской администрации в Финикии Абди-Аширта вынужден был сойти с политической сцены созданного им государства. Во главе хабиру встали его сыновья, среди которых вскоре выделился самый амбициозный — Азиру, унаследовавший власть 
Абди-Аширты над Амурру.